# EuroVoice 2010

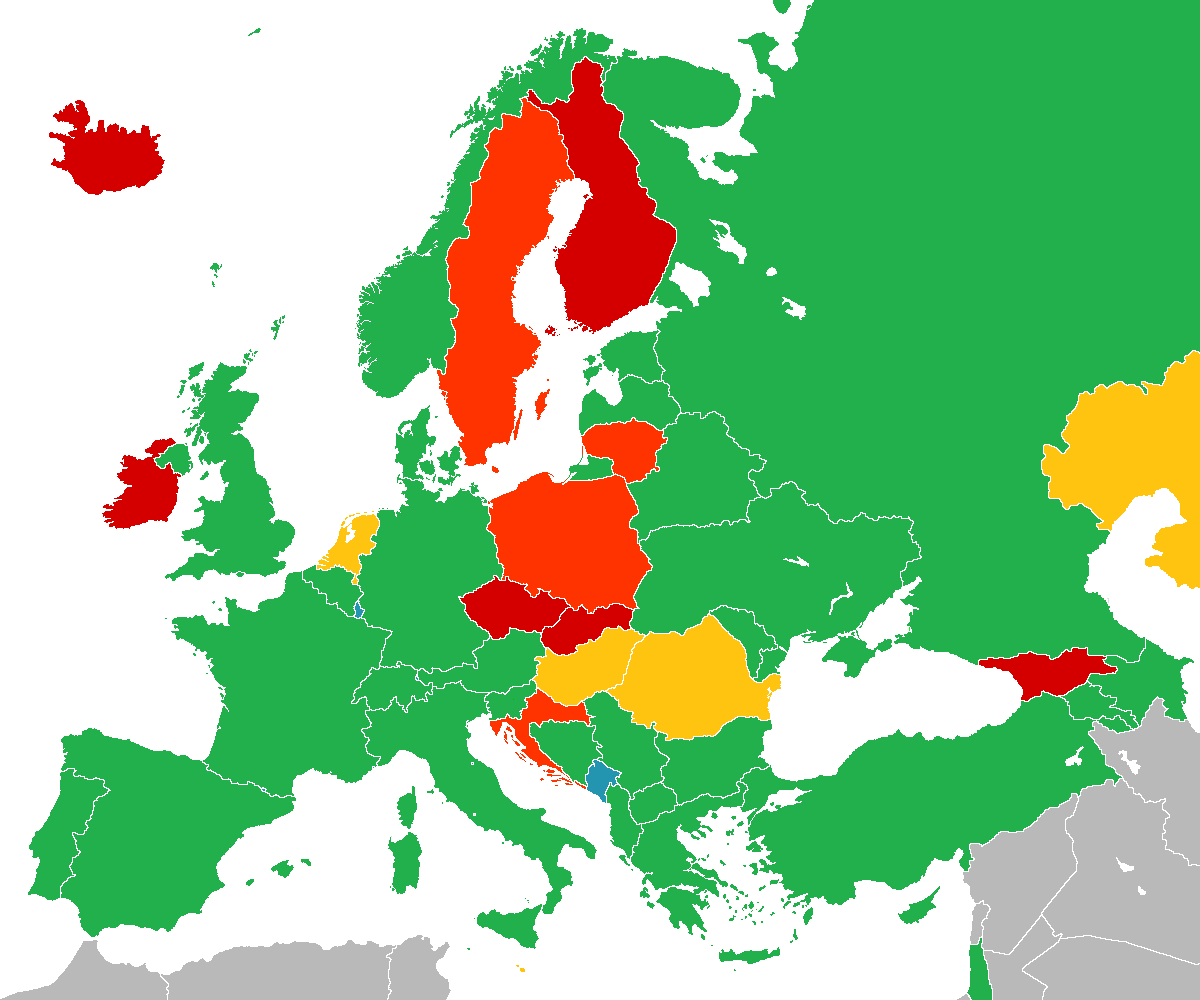
Країни, що беруть участь у супер-фіналі
Країни, які не брали участі в інтернет-етапі
Країни, виключені через порушення правил
Країни, що не пройшли етапу голосування журі
Без артиста

EuroVoice 2010 — перший музичний конкурс EuroVoice, задуманий творцями як альтернатива відомому конкурсу «Євробачення», який в останні роки стає усе більш політизованим.
23 та 24 вересня в Афінській Арені, Афіни, Греція, відбувся фінал конкурсу, в якому взяли участь виконавці з 33 європейських країн. Ведучими конкурсу були канадсько-американська акторка і фотомодель Памела Андерсон та французький кінокомпозитор Ерік Серра. Запрошені зірки, що виступали під час супер-фіналу — Енріке Іглесіас,  Анастейша та Сакіс Рувас.
Україну представляв Марк Савін. Переможцем конкурсу став музичний колектив The Secret з Кіпру з піснею «In The Arms Of My Angel».

## Фінал

### Перший день
| №  | Країна               | Артист                        | Пісня                 | Бали | Місце |
| -- | -------------------- | ----------------------------- | --------------------- | ---- | ----- |
| 1  | Греція               | Йоргос Тентзеракіс            | Ti parapano           |      | 4     |
| 2  | Вірменія             | Бамбір                        | That's fine with us   |      | 3     |
| 3  | Болгарія             | Боряна Христова               | A Pain                |      | 7     |
| 4  | Туреччина            | Теоман Назіф                  | Sustum                |      | 25    |
| 5  | Італія               | Bohemien Skyzzoyd Orchestrers | Ismaele               |      | 6     |
| 6  | Бельгія              | Лоік Вало                     | Bh2ezy — Pop Life     |      | 12    |
| 7  | Азербайджан          | Ельмар Аскеров                | How can I stand alive |      | 26    |
| 8  | Португалія           | Ekus                          | Procuro Ser Discreto  |      | 17    |
| 9  | Латвія               | Diana Pirags                  | Te quiero             |      | 16    |
| 10 | Боснія і Герцеговина | Catch Up Paradise             | Born for each other   |      | 21    |
| 11 | Північна Македонія * | Андріяна Яневска              | Drvo bez koren        |      | 10    |
| 12 | Україна              | Марк Савін                    | Maria                 |      | 9     |

* Республіка Македонія брала участь в конкурсі під назвою, затвердженою ООН — Колишня Югославська Республіка Македонія.

### Другий день
| №  | Країна    | Артист                     | Пісня                   | Бали | Місце |
| -- | --------- | -------------------------- | ----------------------- | ---- | ----- |
| 1  | Ізраїль   | Doro-Doron Eitan           | Second Chance           |      | 15    |
| 2  | Сербія    | duo Moderato               | Oj devojko              |      | 20    |
| 3  | Іспанія   | Demiserables               | Cartas Marcadas         |      | 23    |
| 4  | Білорусь  | Берта                      | Everything is in you    |      | 5     |
| 5  | Австрія   | Tafkanik                   | Time To Believe         |      | 13    |
| 6  | Данія     | Pil                        | Baby Doll               |      | 14    |
| 7  | Росія     | Олександр Ломінський       | Family Man              |      | 8     |
| 8  | Швейцарія | Loraine & The Toy Soldiers | Not strong enough       |      | 24    |
| 9  | Норвегія  | Bjorn Lislegaard           | Up the hill             |      | 18    |
| 10 | Естонія   | Dominanta                  | Six Feet Under          |      | 22    |
| 11 | Албанія   | Altin Goci                 | Hey Hey                 |      | 19    |
| 12 | Греція    | Марлен Ангеліду            | Rejection (Set Me Free) |      | 2     |
| 13 | Франція   | 3nity Brothers             | Every Word You Say      |      | 11    |
| 14 | Словенія  | Jerry & Blueberry          | In-Ona                  |      | 27    |
| 15 | Кіпр      | The Secret                 | In The Arms Of My Angel |      | 1     |